# أليستير فيرماك
أليستير فيرماك (بالإنجليزية: Alistair Vermaak)‏ هو لاعب اتحاد الرغبي جنوب أفريقي، ولد في 28 أبريل 1989 في بورت إليزابيث في جنوب أفريقيا.